# Маргарита Дупаринова
Маргарита Спасова Дупаринова е българска театрална актриса, народен артист.

## Биография
Родена е на 1 юли 1921 г. Тя е дъщеря на Спас Дупаринов, деец на БЗНС, убит през 1923 г. Още като студентка участва в нелегални комунистически и земеделски групи.
През 1944 г. завършва Държавната театрална школа при Народния театър „Иван Вазов“.
През същата година изиграва ролята на Милкана от пиесата на Рачо Стоянов „Майстори“. В състава на Народния театър е неизменно от 1946 до 1990 г.
Била е народен съветник в Софийския градски народен съвет, както и член на Комитета за изкуство и култура. Два пъти получава Димитровска награда. Освен това е член на УС на БЗНС.
Трайни впечатления остават и ролите ѝ в Телевизионния театър на Българската телевизия, сред които се откроява постановката „Харолд и Мод“.
Маргарита Дупаринова е съпруга на големия български актьор Апостол Карамитев. От брака си имат син и дъщеря, които са също актьори – Момчил Карамитев и Маргарита Карамитева.
В последните години от живота си участва в документален филм за поредицата на БНТ „Умно село“.
През 2001 г. е удостоена с орден „Стара планина“.
Умира на 3 ноември 2005 г. в София.

## Театрални роли
Създава забележителни сценични образи, сред които са:
- „Майстори“ (Рачо Стоянов) – Милкана
- „Ромео и Жулиета“ (Уилям Шекспир) – Жулиета
- „Мария Стюарт“ (Фридрих Шилер) – кралица Елизабет
- „От ума си тегли“ (Александър Грибоедов) – София
- Призраци (Хенрик Ибсен) – Фру Алвинг

## Телевизионен театър
- „Племенникът“ (1988) (Панчо Панчев)
- „Ретро“ (1988) (Александър Галин), 2 части
- „Недоразумението“ (1986) (Албер Камю)
- „Змейова сватба“ (1984) (от П. Ю. Тодоров, реж. Вили Цанков)
- „Хоро“ (1982) (Антон Страшимиров)
- „Прекрасната свинарка“ (1980) (Марти Ларни)
- „Нон стоп“ (Мачей Бородов) (1978)
- „Дона Росита“ (Федерико Гарсия Лорка) – старата мома
- „Приказки от един живот“ (1977) (Олга Кръстева)
- „Харолд и Мод“ (1977) (по пиесата на Колин Хигинс, реж. Хачо Бояджиев) – г-жа Шазен, майката на Харолд
- „Забравете Херострат“ (1975) (Григорий Горин)
- „Змейова сватба“ (1973) (от П. Ю. Тодоров, реж. Ребека Арсениева)
- „Изповедта на един клоун“ (1973) (Хайнрих Бьол)
- „Виждали ли сте някога река?“ (1972) (Ангел Вълчанов)

## Награди и отличия
- Димитровска награда
- Заслужил артист (1963)
- Народен артист (1967)
- Аскеер (1998)
- Орден „Стара планина“ (2001)

## Филмография
| Година      | Филми                   | Серии | Роля                                                            |
| ----------- | ----------------------- | ----- | --------------------------------------------------------------- |
| 2002        | Каре                    |       | (гласът на Катя)                                                |
| 1989        | 1952: Иван и Александра |       |                                                                 |
| 1991 – 1992 | Любовниците             | 8     | Кети Фетведжиева наречена мама Кети (в 4-та: „Мама Кети“, 1992) |
| 1975        | Авантюрите на Виктор    | 5     | Габриела Щилянова, флейтофилка                                  |
| 1969        | Буна                    |       | майката на Стефан Сухия                                         |
| 1969        | Снаха                   |       | Гина                                                            |